# Теісп
Чі́шпіш (давньоперс. 𐎨𐎡𐏁𐎱𐎡𐏁, Čišpiš) або Теіспе́с (грец. Τεΐσπης); (675—640 до н. е.) — перський цар, син Хахшаманіша. Перейняв владу в 675 до н. е. У 640 до н. е. захопив еламське місто Аншан, від якого дістав титул «король Аншану», що стало першим кроком до підйому Перської імперії. Помер близько 640 до н. е. Його синами були Куруш I та Аріарамна, між якими була розділена держава батька.